# Ixodes nchisiensis
Ixodes nchisiensis este o specie de căpușe din genul Ixodes, familia Ixodidae, descrisă de Joseph Charles Arthur în anul 1958.
Este endemică în Malawi. Conform Catalogue of Life specia Ixodes nchisiensis nu are subspecii cunoscute.